# 施公案
《施公案》，是清朝中晚期的公案小说。施公指的就是清朝康熙年間的循吏施世纶。亦称《潯江公案》、《施公案传》、《施案奇闻》、《百断奇观》等。初版8卷97回，后整理全书共528回。書中大部份情節皆屬虛構，描述了施世纶在以黄天霸为代表的江湖遊俠的幫助下，如何懲治土豪劣紳、惡霸強徒的故事。全书两个重要人物施世纶和黄天霸。施世纶的许多情節是延续如《包公案》、《海公案》等公案小说的传统，关于黄天霸更多的是侠义小说的情節。《施公案》被認為是最早將「公案」与「侠义」這兩大內容合流，影响着后来的《三侠五义》、《彭公案》。重要情節如窦尔敦盜御马，被改編為京劇中著名的折子戲《盜御馬》。
魯迅《中國小說史略》和孫楷第《中國通俗小說書目》均稱《施公案》前傳初刊於道光十八年；但據柳存仁《倫敦所見中國小說書目提要》稱，英國博物院藏有道光庚辰（即嘉慶二十五年）版《綃像施公案》（8卷97回），序後題「嘉慶戊午三年孟冬月新鐫」。據此，有人認為此書初刊不遲於嘉慶初年，甚至可以提早到乾隆年間。此書出版後「海內風行」，一續再續，至光緒二十九年已達十續，計528回。
《包公案》、《施公案》、《藍公案》并称“三公奇案”。